# Autobiografía de un súper vagabundo
La Autobiografía de un Súper Vagabundo, cuyo título original es The Autobiography of a Super-Tramp, es la autobiografía publicada en 1908 del poeta y escritor galés W. H. Davies (1871–1940). Gran parte del libro trata y describe el modo de vida de un vagabundo en Reino Unido, Canadá y Estados Unidos en la última década del siglo XIX.

## Historia de la publicación
George Bernard Shaw se interesó por Davies, un desconocido para la literatura de la época, y accedió, con la acción conjunta de su mujer Charlotte principalmente, a escribir un prólogo para su libro. Gracias a Shaw, el contrato que tenía Davies con los editores fue reescrito para permitir que el autor mantuviera los derechos de publicación por entregas, así como todos los derechos pasados tres años, los derechos de autor del quince por ciento del precio de venta y un adelanto no reembolsable de 25 libras (equivalente a 2,354 libras actuales). Además, Davies también podría intervenir en el estilo de las ilustraciones, la composición de los anuncios y el diseño de la portada. Sin embargo, la editorial, Duckworth and Sons, se negó a aceptar estas condiciones y fue entonces cuando el libro llegó a Fifield. Shaw también fue indispensable a la hora de mantener el singular título del libro, que ocasionaba dudas al propio Davies y que, más tarde, algunos críticos consideraron polémico.
Este fue el tercer libro publicado por Davies, después de The Soul’s Destroyer (1905) y New Poems (1907). La edición de 1920 termina con cinco poemas seleccionados por Davies de su libro The Soul’s Destroyer.
Davies empleó seis semanas en escribir el libro, “una gran hazaña para ser el primer libro de un hombre con un nivel de estudios bajo”.
En abril de 2013 Parthian Books publicó una nueva edición de la novela con la introducción original de Bernard Shaw; es parte de la serie Library of Wales, una colección que reúne los clásicos galeses escritos en inglés, que fue una iniciativa conjunta del Welsh Assembly Government y del Welsh Books Council.

## Contexto y sinopsis

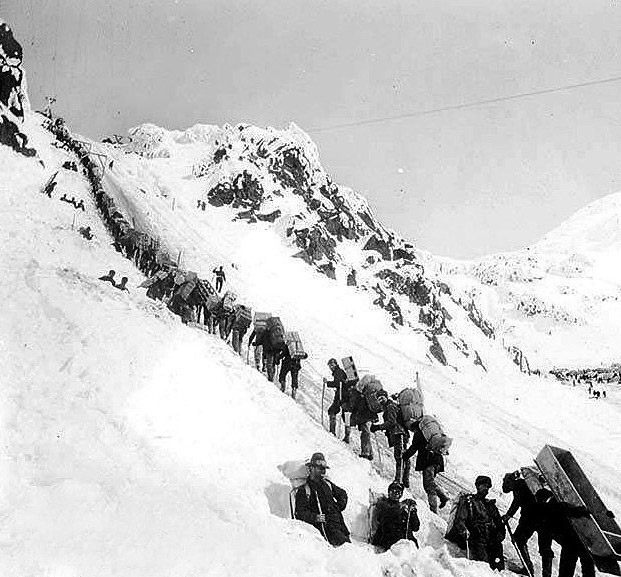
A través de una delicada infancia y adolescencia, Davies ha trabajado como aprendiz de un enmarker. A los veintidós, con el dinero rendido del albacea del testamento de su madre, partido hacia América. Este fue el primero de los más importantes de un par de viajes a través del Atlántico, realizado muchas veces gracias al trabajo que llevó a barcos de ganado

Tras una infancia y adolescencia delictiva, Davies dejó su casa y su formación como aprendiz de enmarcador. A los veintidós, con el dinero prestado del albacea del testamento de su madre, partió hacia América. Este fue el primero de más de una docena de viajes a través del Atlántico, realizados muchas veces gracias al trabajo que llevaba a cabo en barcos de ganado. Entre 1893 y 1899 Davies viajó por las carreteras y autopistas, con la compañía de hombres hechos en la carretera. Se aprovechó del sistema corrupto del llamado “boodle jails” para hospedarse en diferentes cárceles y así pasar el invierno en Michigan. En este tipo de cárceles los vagabundos podían sobornar a un agente policial y hospedarse en la cárcel sin necesidad de haber cometido ningún delito. En estos recintos, Davies disfrutaba, junto con sus compañeros vagabundos, de las relativas comodidades que se ofrecían y “jugaban a las cartas, cantaban, fumaban, leían, contaban sus experiencias y, de vez en cuando, hacían ejercicio o daban paseos”. Tener un trabajo nunca fue una opción para Davies y sobrevivía principalmente de lo que conseguía mendigando. Tras cruzar el Atlántico por última vez, de Reino Unido a Canadá, en la época de la fiebre del oro de Klondike, Davies se cayó cuando iba a coger un tren. Su pie quedó destrozado y tuvieron que amputarle la pierna por debajo de la rodilla. Más tarde, escribió sobre el efecto que este accidente había tenido sobre su vida: “Me arrebataron todo el espíritu salvaje que había en mí y las aventuras que me ocurrieron desde entonces no fueron iniciativa mía”.
Osbert Sitwell alabó el libro por su “esplendor primitivo y su franqueza”, mientras que el propio Bernard Shaw elogió la prosa diciendo que “solo por su estilo, parece obra de un experto en literatura”, y describió a Davies como “el incorregible vagabundo que escribió este libro tan fascinante”.

## Adaptaciones
- En 1948, BBC Home Service (ahora la BBC Radio 4) grabó una versión del libro que se emitió desde el 4 de abril a lo largo de quince domingos consecutivos.[7][8] El narrador fue el poeta galés Dylan Thomas.

## Cultura popular
En la página web oficial de la banda británica de rock progresivo Supertramp, el crítico P. Robichaud nombra el libro de Davies como origen del nombre del grupo.
Christopher McCandless cambió su nombre por el de “Alexander Supertramp” cuando empezó su viaje por Estados Unidos. Tras su muerte, su vida inspiró la biografía de 1996 Hacia rutas salvajes,que se adaptó al cine en 2007 con el mismo título.